# Оук Риџ (Северна Каролина)
Оук Риџ (енгл. Oak Ridge) град је у америчкој савезној држави Северна Каролина.

## Демографија
По попису из 2010. године број становника је 6.185, што је 2.197 (55,1%) становника више него 2000. године.
| Група             | 2000.         | 2010.         |
| Белци             | 3.705 (92,9%) | 5.379 (87,0%) |
| Афроамериканци    | 168 (4,2%)    | 319 (5,2%)    |
| Азијати           | 29 (0,7%)     | 208 (3,4%)    |
| Хиспаноамериканци | 52 (1,3%)     | 186 (3,0%)    |
| Укупно            | 3.988         | 6.185         |